# Södra Sandby distrikt
Södra Sandby distrikt är ett distrikt i Lunds kommun och Skåne län.
Distriktet ligger nordost om Lund.

## Tidigare administrativ tillhörighet
Distriktet inrättades 2016 och utgörs av socknen Södra Sandby i Lunds kommun
Området motsvarar den omfattning Södra Sandby församling hade vid årsskiftet 1999/2000.